# 久留須ゆみ
久留須 ゆみ（くるす ゆみ、1975年5月21日 - ）は、日本の元女性タレント、グラビアアイドル、教育者、政治活動家。神奈川県横浜市出身。身長161cm。

## 来歴・人物
神奈川県立横浜平沼高等学校、駒沢女子短期大学を経て、1年間幼稚園教諭を務めた後、芸能界へデビューする。テレビ東京系列の深夜番組『出動!ミニスカポリス』で6代目ミニスカポリスの他、レースクイーンとしても活動し、1998年に『FALKENギャル』と『吉野藤イメージガール』、1999年に『CDMAOne（IDO）レースクイーン』を務める。
1999年、電車内で痴漢を取り押さえ警察から表彰される。当時はミニスカポリスのメンバーであり、「ミニスカポリスがお手柄」とワイドショーや雑誌で取り扱われた。
グラビア活動では際どいデザインの水着を好み、スリングショットや局部をわずかに隠しただけの極小水着など着用する。
タレント業を廃業後、高等学校公民科の教員免許取得を目指し玉川大学文学部教育学科（通信教育課程）で学んだ後に、高校非常勤講師、特別支援学校教員を務める。
2011年には神奈川県議会議員選挙に無所属で立候補するも次点落選となった。
2015年の統一地方選挙では、横浜市議会議員選挙
鶴見区に当時の民主党より出馬するも落選。
2022年3月、日本社会事業大学大学院福祉マネジメント研究科修了。
2023年4月現在、精神保健福祉士、社会福祉士の国家資格を保有している。

## テレビ
- 出動!ミニスカポリス（テレビ東京系）
- 志村&所の戦うお正月(2000年1月1日)-巨乳VS美乳対決で川村ひかる、川村亜紀、小川まるみ、伊藤絵理香、八木沼真由子、宮澤寿梨らと共演。
- プロ野球夢のオールスタークイズ日本一!2000（2000年1月1日、テレビ東京系）
- Friends（2000年7月、TBS）
- ドライブ A GO!GO!（2000年8月27日、テレビ東京系）
- スキヤキ!!ロンドンブーツ大作戦（2001年1月9日、テレビ東京系）くるすゆみ名義で出演。
- モンキー!モンキー!!（2002年6月27日、テレビ朝日）

## 作品

### ビデオ
- 女優のたまご レースクィーンの挑発（1999年6月、スカイキューブ）・・・共演：高濱優子
- 挑発しちゃうぞ（2000年5月、エイチエムピィ）
- くるすゆみ（2001年1月、オー・ケイ出版社）
- くるすゆみです（2001年2月1日、ビデオメーカー）

### DVD
- やばいかも（2001年12月、オー・ケイ出版社）

### 写真集
- KURUSU（1999年11月、ぶんか社、撮影：山岸伸）ISBN 978-4821123117
- 限界（2000年3月、音楽専科社、撮影：山岸伸）ISBN 978-4872790320
- ∞（2000年11月、音楽専科社、撮影：河野英喜）ISBN 978-4872790528